# 婚約旅行
『婚約旅行』（こんやくりょこう）はNHKの『ドラマ新銀河』で1996年3月18日から3月21日まで放送されたテレビドラマ。舞台は愛媛県宇和島、全4回。
このドラマが放送される前に「ドラマ新銀河“婚約旅行”ロケ便り」が1995年12月11日に放送された。

## キャスト
- 渡部篤郎
- 中川安奈
- 上脇結友

## スタッフ
- 作 - 坂田義和[1]
- 音楽 - 矢吹紫帆[1]
- 制作統括 - 一柳邦久[1]、池松信介[1]
- 演出 - 安原裕人[1]、岡本幸江[1]
- 美術 - 稲荷康二[1]、岡本忠士[1]
- 技術 - 久米井英二[1]
- 音響効果 - 野村知成[1]
- 制作：NHK大阪・NHK松山